# Nepeta multibracteata
Nepeta multibracteata é uma espécie de planta com flor pertencente à família Lamiaceae. 
A autoridade científica da espécie é Desf., tendo sido publicada em Flora Atlantica 2: 11. 1798.
O seu nome comum é nêveda-ramosa.

## Portugal
Trata-se de uma espécie presente no território português, nomeadamente em Portugal Continental.
Em termos de naturalidade é nativa da região atrás indicada.

## Protecção
Não se encontra protegida por legislação portuguesa ou da Comunidade Europeia.

## Relação com outras espécies
É o único hospedeiro conhecido da erva-toira-de-noudar, uma planta parasita.